# Knut Fridell
Knut Fridell, né le 8 septembre 1908 à Uddevalla et mort le 3 février 1992 dans la même ville, est un lutteur suédois spécialiste de la lutte libre.

## Carrière
Knut Fridell participe aux Jeux olympiques d'été de 1936 à Berlin et remporte la médaille d'or dans la catégorie des poids mi-lourds.